# メキシコ地震 (1985年)
メキシコ地震（メキシコじしん）は、1985年9月19日にメキシコで発生した地震である。震源地は、ラサロ・カルデナス付近のバルサス川河口沖の太平洋で震源の深さは27km、モーメントマグニチュード (Mw)8.0。メキシコシティでの長周期地震動による被害が注目された地震でもあった。

## 概要
メキシコの太平洋側ではココスプレートが北アメリカプレートに沈み込んでいるが、ミチョアカン州沖では長期間に渡り、大規模な地震があまり発生していなかったことから地震空白域として知られていた。1985年以前の20世紀ではこの地震空白域外で、マグニチュード (M)7.0以上の地震が42回発生している。
メキシコ地震は主に4つの地震で構成され、1985年5月28日に前震のM5.2の地震が発生し、9月19日に本震のM8.0の地震が発生した。その後、9月20日にM7.5と1986年4月30日にM7.0の余震が発生した。
特に本震は2つのイベントで構成される。最初にバルサス川河口沖で岩盤の破壊が始まり、その26秒後にも岩盤の破壊が起きた。破壊が複数の断層に渡ったため長いイベントとして捉えられ、揺れはロサンゼルスやヒューストンでも感じられた。断層は約3mずれたと推定される。
震源から約350km離れた首都メキシコシティにも約1分半後に地震波が到達し、平均で3〜4分揺れた。
- この地震では周期2秒前後の揺れが3分近く観測されている。

## 地震とメキシコシティの脆弱な地盤

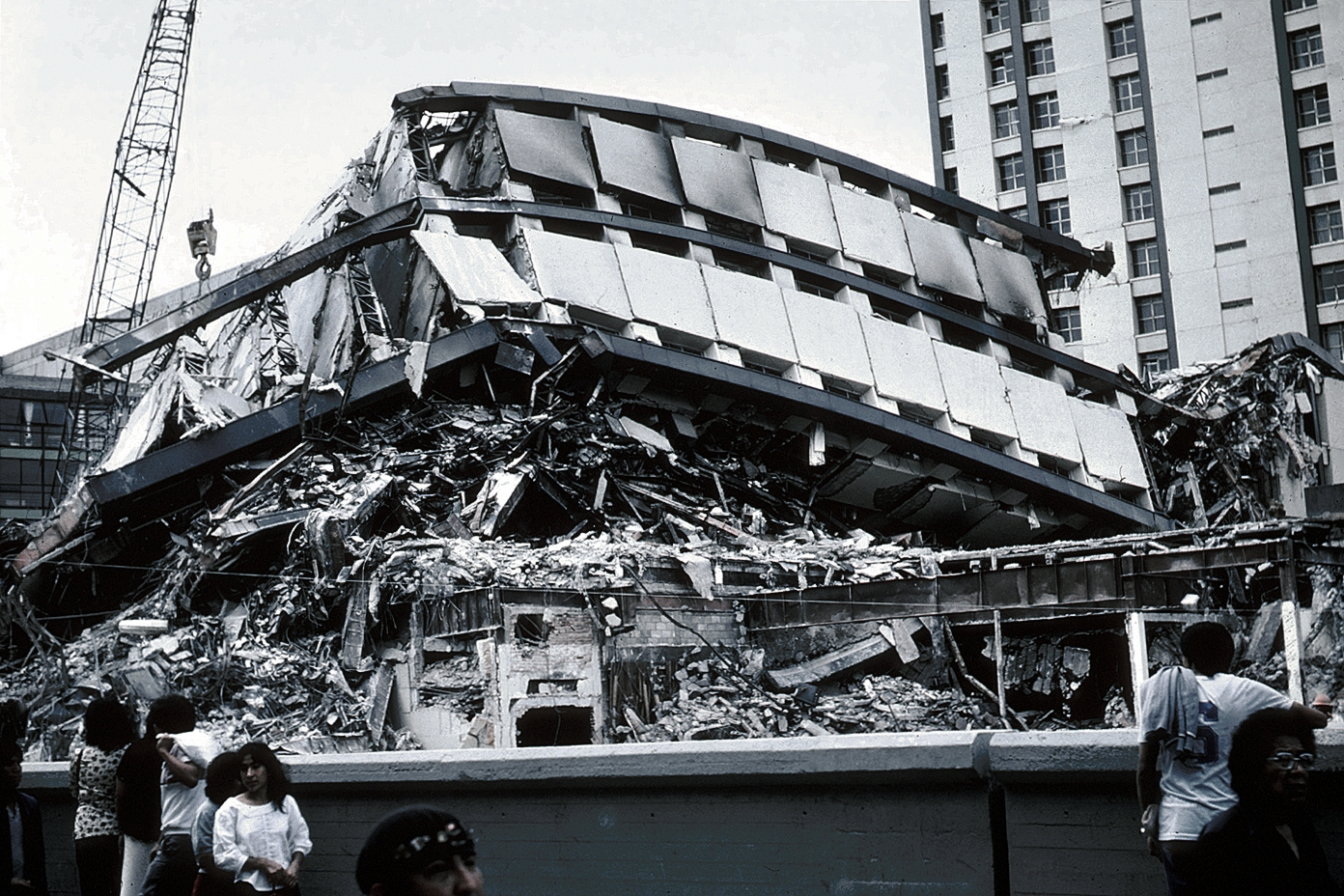
地震で倒壊したメキシコシティのアパート

この地震では震源地に近い場所でも被害があったが、震源から300km以上離れたメキシコシティでの被害が大きかった。メキシコシティは、テスココ湖を埋め立てたところに立地していることから、深さ7m〜307mは水分を多く含む軟弱な地盤である一方でかつての湖底が固い地盤であるため、地震波の反射と増幅により長周期地震動が発生し液状化現象が起きた。かつての湖底は周期が約2.5秒の地震波と一致するような形状をしていたため、この地震の地震波と共鳴を起こした。これらの現象は特に、遠くからやって来た地震波にみられる。
さらに、長周期地震動と建物が揺れる振動が一致して共振を起こし、病院などの公共施設を含む多くのビルがパンケーキ崩壊を起こし、倒壊した。最も高い全壊率を示していたのは14階建てのビルで、固有周期が1.4秒ぐらいのビルが、周期約2秒前後の長周期地震動の影響を一番受けやすかったとされている。なお、当時は倒壊の原因は建築基準の甘さが原因とされており、長周期振動が原因と判明したのは近年になってからのことである。

## 被害
- 死亡者…約1万人(メキシコ政府公式発表)
- 倒壊(全壊)した建物…約3万棟、半壊した建物…約6万8千棟